# John James Audubon
John James Audubon, född 26 april 1785 i Les Cayes i Haiti, död 27 januari 1851 i New York i New York, var en fransk-amerikansk ornitolog, naturalist och konstnär.
Audubon skrev livfulla skildringar byggda på långvariga undersökningar i naturen över Amerikas fåglar och utgav tillsammans med John Bachmann arbeten om Amerikas högre ryggradsdjur.
Audubons bok Birds of America har beskrivits som den dyraste boken i världen. Det finns bara 119 kända exemplar av boken, varav 108 stycken ägs av museer och bibliotek. Boken innehåller tusen illustrationer i verklig storlek av nära 500 fåglar och tog Audubon tolv år att färdigställa. Ett exemplar av boken såldes omkring år 2000 för 8,8 miljoner dollar. År 2010 var ett annat exemplar till salu.